# Дуговой токоприёмник

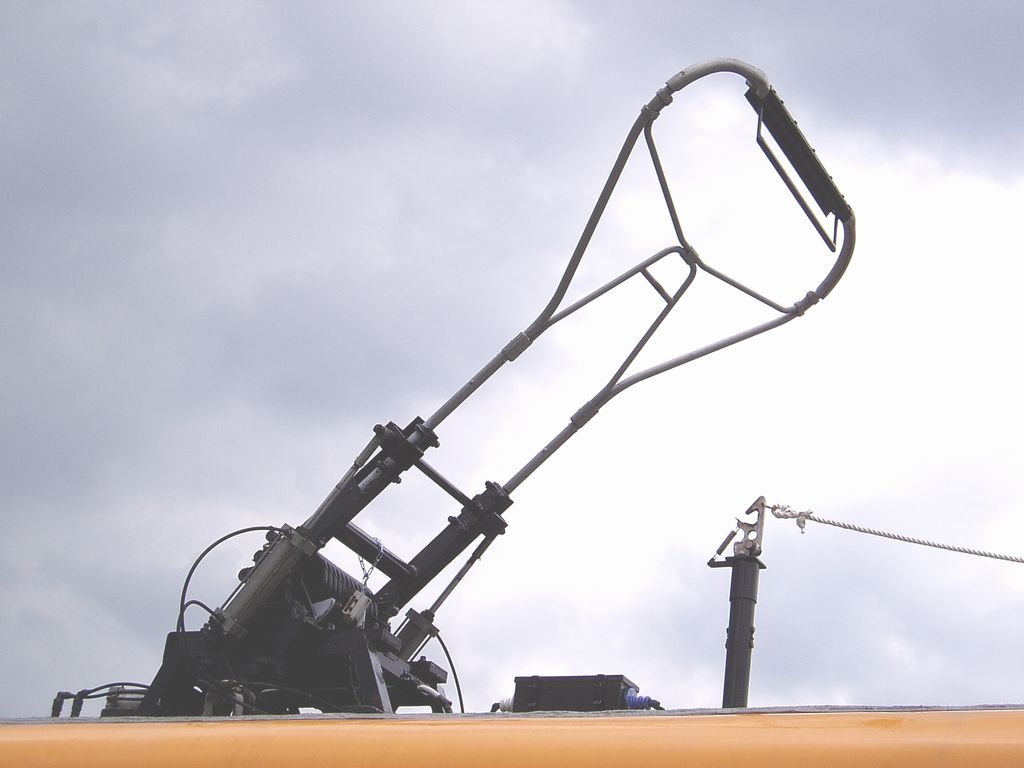

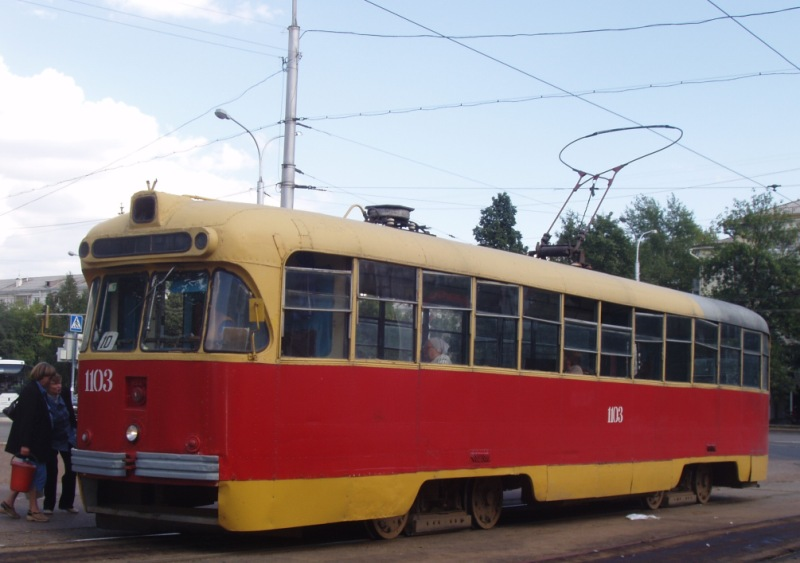
Трамвай РВЗ-6 с дуговым токоприёмником, Уфа, фото 2007 года

Дугово́й токоприёмник (жарг. бу́гель, от нем. Bügel «дуга») — тип токоприёмника рельсового транспорта, наиболее часто применявшийся в трамваях. Изобретён Вернером фон Сименсом в 1880-е годы.

## Конструктивная схема
Представляет собой пологую дугу, скользящую по поверхности контактного провода. Вся верхняя часть дуги представляет собой контактную планку-полоз. Прямые стойки дугового токоприёмника, несущие контактную планку, соединены с вагоном единственным шарниром.

## Создание и развитие

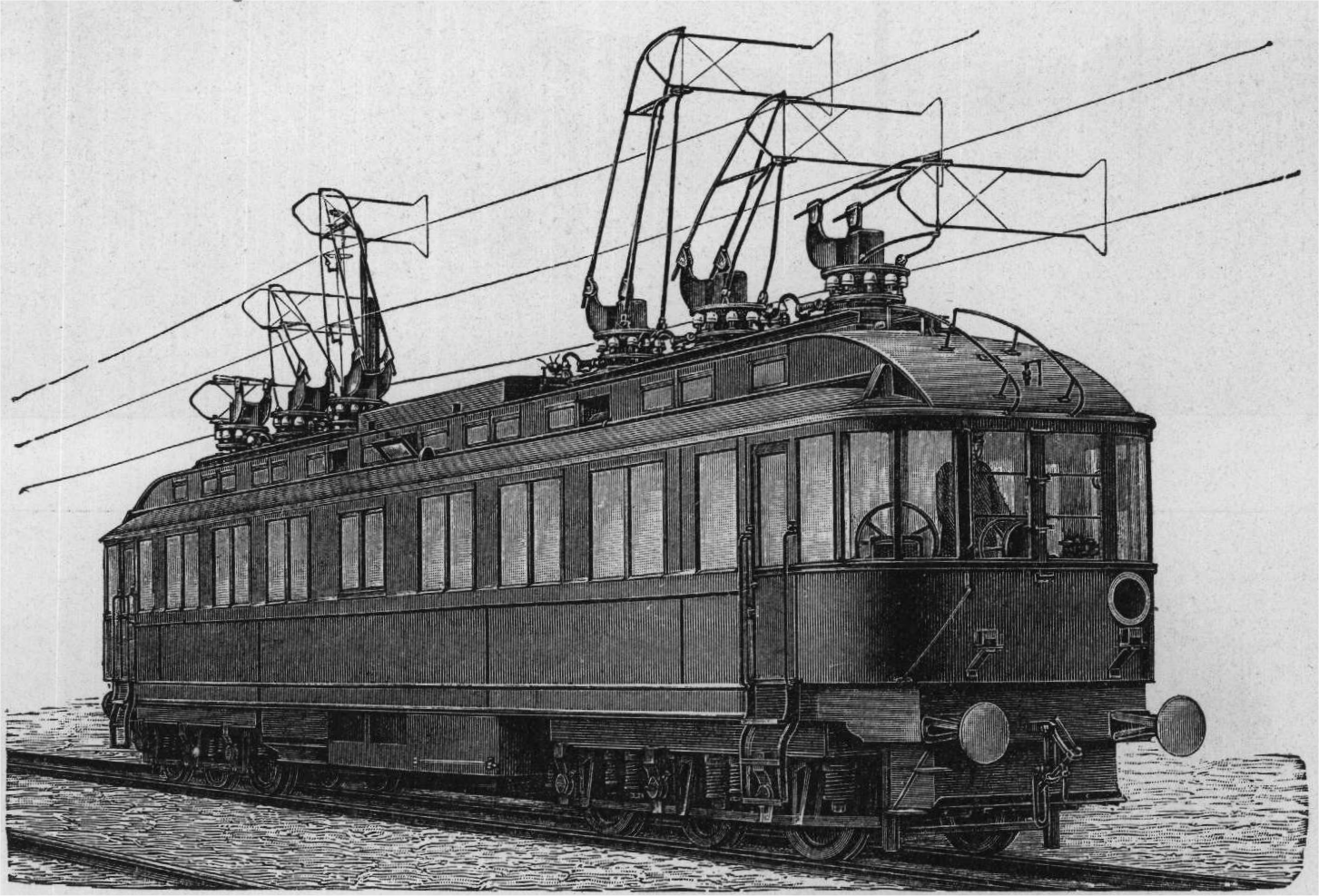
Горизонтальные токоприёмники локомотива с трёхфазным электроснабжением и расположением контактных проводов сбоку. 1907 год

Создание дугового токоприёмника Сименсом было вынужденным шагом, — чтобы избежать патентных споров с Фрэнком Спрагом (автором штангового токосъёмника), Сименсу потребовалась патентно чистая альтернатива. В начале XX века система Сименса стала доминирующей в Европе, в США продолжали использовать штанговый токосъёмник Спрага. Изобретение дугового токоприёмника имело выгодный побочный эффект — в отличие от штангового, дуговой токоприёмник не нуждается в устройстве стрелок на контактном проводе. В результате трамвайная контактная сеть получается конструктивно сравнительно простая и, как следствие, более дешёвая и надёжная. Также дуговой токоприёмник, в отличие от той же штанги, не подвержен риску схода с контактного провода. Для сравнения:
- на троллейбусной контактной линии стрелки необходимы — троллейбусы приходится эксплуатировать с двойными токосъёмными штангами, так как эксплуатация троллейбуса с дуговым токоприёмником или пантографом технически очень затруднительна, хотя и возможна;
- сход троллейбусных штанг с проводов контактной сети — по сей день довольно частое событие.

## Достоинства и недостатки
Во избежание неравномерного износа, провод контактной сети следует подвешивать не строго по осевой линии пути, а небольшим зигзагом, чтобы эффективно использовалась вся поверхность контактной планки. В отличие от пантографа, дуговой токоприёмник менее требователен к качеству подвеса контактной сети, а при авариях из-за её дефектов — практически не повреждается. Поэтому, несмотря на то, что в послевоенных конструкциях советских трамваев дуговые токоприёмники были заменены более совершенными пантографами, трамвайные хозяйства, не способные поддерживать сети на должном уровне, нередко заменяли штатные пантографы на более живучие дуговые токоприёмники.
Недостаток дугового токоприёмника в сравнении с пантографом — его направленность. Для того, чтобы начать движение задним ходом, необходимо вручную, канатами, перебросить дуговой токоприёмник вперёд, однако далеко не все конструкции позволяют сделать это. Поэтому трамваи, предназначенные для двусторонней работы, оснащались двумя дуговыми токоприёмниками, что также сопряжено с эксплуатационными неудобствами. Также пантограф, в отличие от дугового токоприёмника, сравнительно легко управляем даже вручную: он может подниматься и опускаться посредством управляющего троса, пропущенного в кабину вагоновожатого. Системы дистанционного управления пантографом получаются менее энергоёмкими и более надёжными. Ещё один недостаток дугового токоприёмника — его сравнительная громоздкость. Как и штанговый, дуговой токоприёмник в опущенном положении в длину занимает до половины крыши трамвайного вагона, тогда как пантограф сравнительно компактен. Всё это стало причиной массового отказа от дугового токоприёмника в пользу пантографа. Переход значительно облегчает то, что пантограф с горизонтально выпуклыми контактными полозами не требует реконструкции контактной сети.